# Joie Chitwood
Joie Chitwood   (Denison, 14 d'abril de 1912 - Tampa, 3 de gener de 1988) va ser un pilot estatunidenc de curses automobilístiques.

## Biografia
Chitwood va néixer a Denison, Texas. Va quedar orfe als 14 anys i va acabar l'escola després de 8è grau. Va viure a l'era de Dust Bowl a Topeka, Kansas i va estar buscant feina durant la Gran Depressió. La seva feina principal era enllustrar sabates i va ser venedor de caramels en un espectacle burlesc per guanyar més diners. Va començar a aprendre un ofici d'ajudant en una empresa de soldadura.
Chitwood va córrer a la Champ Car a les temporades 1940-1950 incloent-hi la cursa de les 500 milles d'Indianapolis de diversos d'aquests anys.
Joie Chitwood va morir el 3 de gener del 1988 a Tampa Bay, Florida.

## Resultats a la Indy 500
| Any    | Cotxe  | Sortida | Vel. mitja | Ranking | Final  | Voltes | V. líder | Retirat               |
| ------ | ------ | ------- | ---------- | ------- | ------ | ------ | -------- | --------------------- |
| 1940   | 42     | 26      | 121.757    | 25      | 15     | 190    | 0        | A 10 voltes           |
| 1941   | 25     | 27      | 120.329    | 29      | 14     | 177    | 0        | A 23 voltes           |
| 1946   | 24     | 12      | 119.816    | 28      | 5      | 200    | 0        | Va acabar             |
| 1947   | 8      | 22      | 123.157    | 10      | 22     | 51     | 0        | Accelerador           |
| 1948   | 55     | 10      | 124.619    | 15      | 17     | 138    | 0        | Pèrdua de combustible |
| 1949   | 77     | 16      | 126.863    | 27      | 5      | 200    | 0        | Va acabar             |
| 1950   | 17     | 9       | 130.757    | 19      | 5*     | 136    | 0        | Va acabar             |
| Totals | Totals | Totals  | Totals     | Totals  | Totals | 1092   | 0        |                       |

| Curses       | 7 |
| Poles        | 0 |
| Voltes líder | 0 |
| Victòries    | 0 |
| Top 5        | 3 |
| Top 10       | 3 |
| Retirades    | 2 |

(*) Cotxe compartit.

## A la F1
El Gran Premi d'Indianapolis 500 va formar part del calendari del campionat del món de la Fórmula 1 entre les temporades 1950 a la 1960.
Els pilots que competien a la Indy durant aquests anys també eren comptabilitats pel campionat de la F1.
Joie Chitwood va participar en 1 cursa de F1, debutant al Gran Premi d'Indianapolis 500 del 1950.

### Palmarès a la F1
- Participacions: 1
- Poles: 0
- Voltes Ràpides: 0
- Victòries: 0
- Pòdiums: 0
- Punts vàlids per la F1: 1